# Cynic
Cynic – amerykańska grupa wykonująca muzykę z pogranicza death metalu i metalu progresywnego z wpływami jazzu i fusion. Zespół powstał w listopadzie 1987 roku z inicjatywy Paula Masvidala i Seana Reinerta. W 1993 roku ukazał się debiutancki album Cynic zatytułowany Focus. Jesienią 1994 roku zespół został rozwiązany.
W 2006 roku zespół wznowił działalność i rozpoczął prace nad drugim albumem. Rok później grupa podpisała kontrakt płytowy z wytwórnią Season of Mist. 28 października 2008 roku ukazał się drugi album grupy zatytułowany Traced in Air. W 2014 roku ukazał się album pt. Kindly Bent To Free Us. Rok później grupa zawiesiła działalność.
15 stycznia 2018 roku niespodziewanie ukazał się nowy utwór zatytułowany „Humanoid”.

## Historia

### 1987-1994

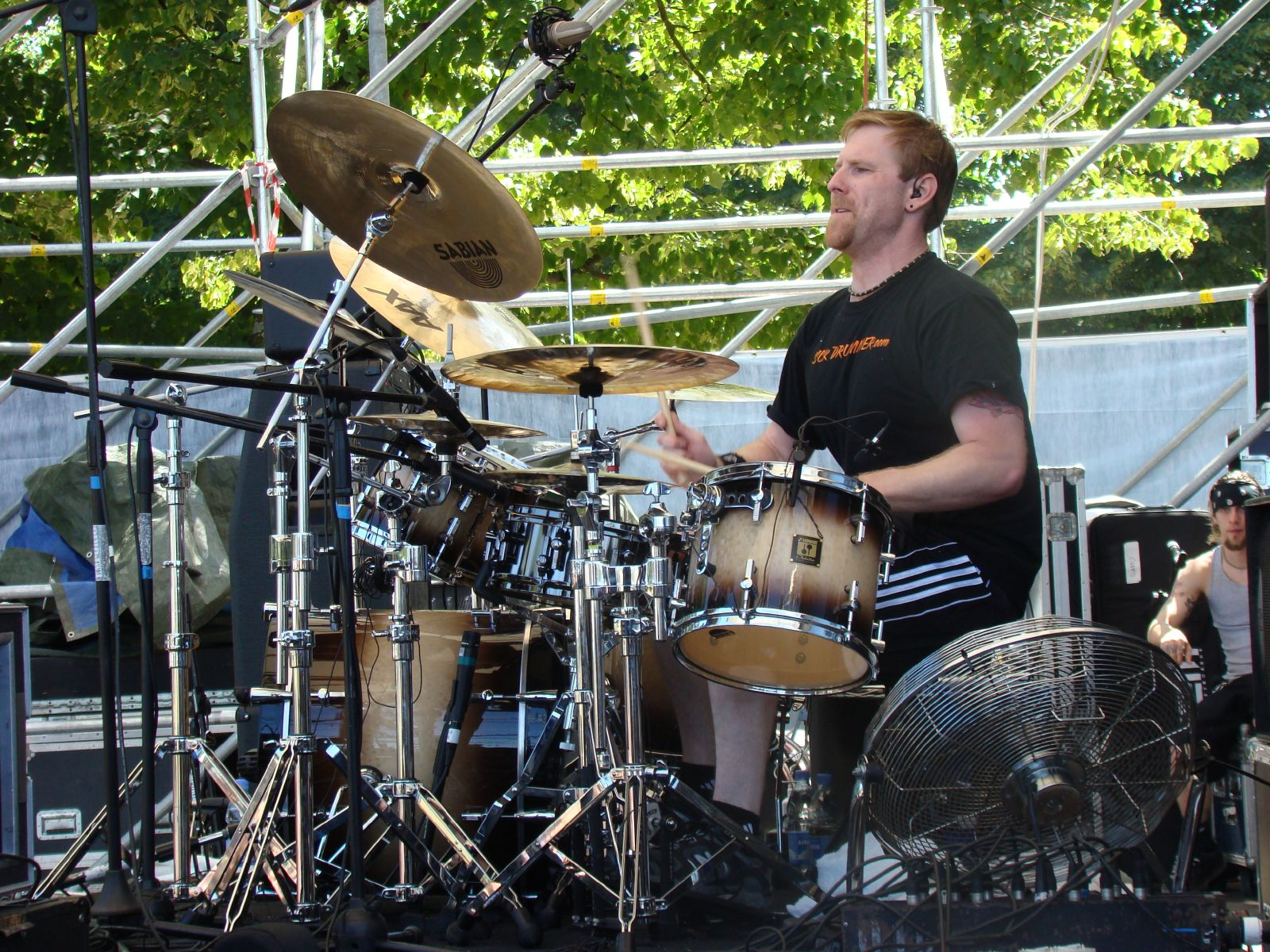
Sean Reinert podczas koncertu 7 lipca 2007 roku

Zespół Cynic powstał w 1987 roku w Miami z inicjatywy gitarzysty Paula Masvidala i perkusisty Seana Reinerta, którzy poznali się w szkole podstawowej. Wkrótce potem dołączył gitarzysta Russel Mofsky i wokalista Esteban „Steve” Rincon. Następnie do formacji dołączył basista Mark Van Erp i wokalista Jack Kelly, który zastąpił Rincona. W 1988 roku muzycy zarejestrowali pierwsze demo zatytułowane 88 Demo. Po nagraniach Masvidal objął również stanowisko wokalisty w zespole. Tego samego roku dołączył drugi gitarzysta Jason Gobel. W 1989 roku odnowionym składzie grupa zrealizowała kolejne demo pt. Reflections of a Dying World. Również w 1989 roku z grupy odszedł Mark Van Erp, którego zastąpił Tony Choy. W 1990 roku zespół nagrał trzecie demo pt. 90 Demo. Rok później muzycy podpisali kontrakt z wytwórnią muzyczną Roadrunner Records oraz zrealizowali czwarte i ostatnie demo pt. 91 Demo.

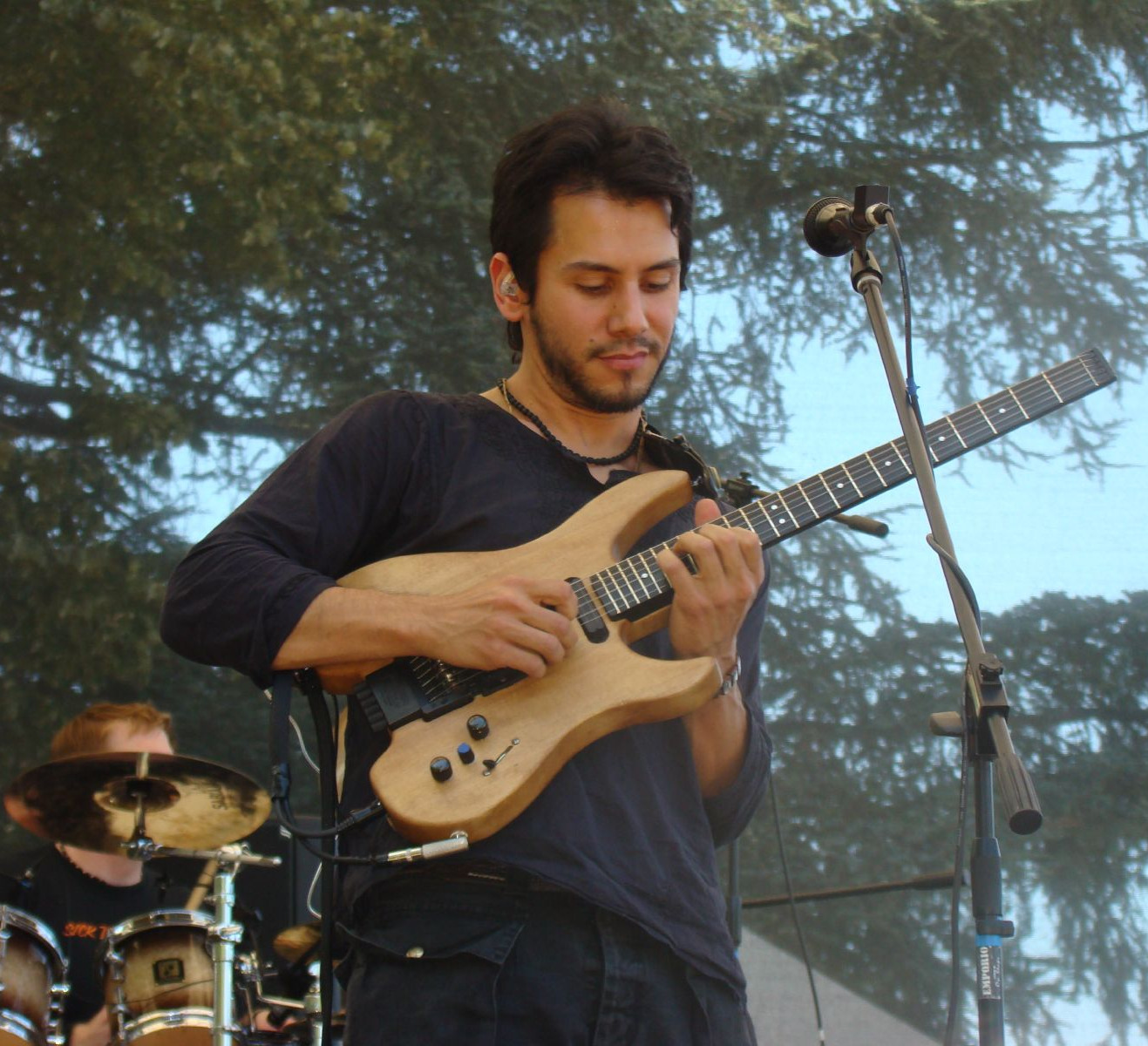
Paul Masvidal podczas koncertu 7 lipca 2007 roku

Pomimo kontraktu płytowego nagrania debiutanckiego albumu Cynic uległy opóźnieniu. Paul Masvidal i Sean Reinert wystąpili wówczas w zespole Death z którym nagrali album Human, który został wydany w 1991 roku. Muzycy byli również zobligowani do odbycia trasy koncertowej w Europie promującej wydawnictwo. Początkowo nagrania debiutu Cynic zaplanowano na grudzień 1992 roku, jednakże huragan Andrew zniszczył dom Jasona Gobela oraz salę prób zespołu. W 1993 roku z Cynic odszedł Tony Choy, którego na krótko zastąpił Sean Malone. W międzyczasie muzycy rozpoczęli komponowanie nagrań z przeznaczeniem na płytę. Tuż przed nagraniami problemy zdrowotne Masvidala zmusiły grupę do zatrudnienia wokalisty Briana Deneffea, który miał wykonać partie growlu. Jednakże partie z użyciem vocodera nagrał Masvidal.
Rezultatem sesji nagraniowej w Morrisound Recording był album Focus wydany 14 września 1993 roku. W ramach promocji grupa odbyła europejską trasę koncertową wraz z Pestilence. 27 listopada 1993 roku obydwa zespoły zawitały do Polski i zagrały w klubie „Premier” w Chorzowskim WPKiW (dzisiejszy Park Śląski). Podczas występów grupie towarzyszył klawiszowiec Tony Teegarden. Natomiast Seana Malonea, któremu obowiązki szkolne nie pozwoliy na udział w trasie zastąpił Chris Kringel. Jesienią 1994 roku grupa została rozwiązana. Gobel, Masvidal, Reinert, Chris Kringel z udziałem wokalistki i pianistki Aruny Abrams założyli grupę Portal, która w 1995 roku wydała demo, a następnie uległa rozwiązaniu. W 2000 roku Masvidal i Reinert założyli zespół Æon Spoke. W 2002 roku duet wydał debiutancki album pt. Æon Spoke EP. Ponadto część członków Cynic wzięła udział w nagraniach albumu Emergent projektu Seana Malonea pod nazwą Gordian Knot.

### Od 2006

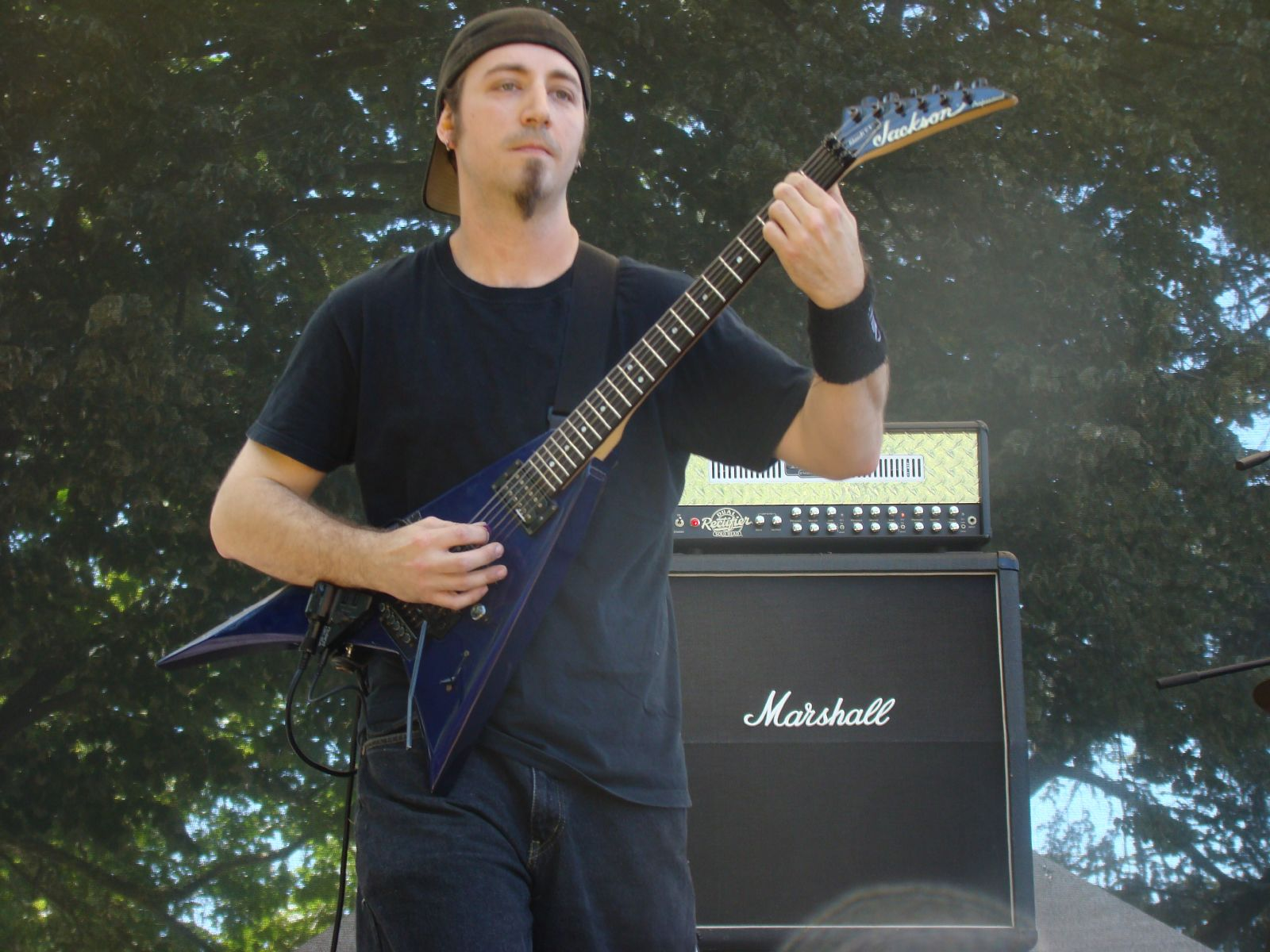
David Senescu podczas koncertu 7 lipca 2007 roku

We wrześniu 2006 Paul Masvidal ogłosił reaktywację grupy oraz występy na przełomie wiosny i lata 2007 roku. W reaktywacji grupy oprócz Masvidala wziął udział perkusista Sean Reinert. Gitarzysta Jason Gobel odmówił występów w grupie ze względu na zobowiązania rodzinne i zawodowe. Zastąpił go David „Mavis” Senescu. Z kolei basista Sean Malone, będący wykładowcą na University of Oregon nie był w stanie pogodzić obowiązków i również odmówił występów w Cynic. Malonea ponownie zastąpił Chris Kringel. Podczas koncertów partie growlu zostały zaprezentowane z użyciem sekwencera. Z kolei partie instrumentów klawiszowych Masvidal i Senescu wykonywali przy użyciu syntezatorów gitarowych.
Na początku 2008 roku zespół zapowiedział realizację drugiego albumu studyjnego. Sean Malone dołączył go grupy podczas prac w studiu. Senescu zastąpił Tymon Kruidenier. Tego samego roku zespół wystąpił na festiwalu Wacken Open Air, gdzie wystąpił nowy basista formacji Robin Zielhorst. Płyta zatytułowana Traced in Air ukazała się 17 listopada 2008 roku. Wydawnictwo było promowane podczas koncertów poprzedzających grupę Opeth na jej europejskiej trasie. W lutym 2009 zespół Cynic wziął udział w północnoamerykańskiej trasie koncertowej Meshuggah. Natomiast w kwietniu ponownie w Stanach Zjednoczonych muzycy z towarzyszeniem formacji DÅÅTH poprzedzali koncerty DragonForce. 17 maja 2010 roku ukazał się pierwszy minialbum grupy pt. Re-Traced zawierający reinterpretacje utworów pochodzących z albumu Traced in Air. Pod koniec roku zespół opuścili Tymon Kruidenier i Robin Zielhorst.
11 listopada 2011 roku odbyła się premiera minialbumu Carbon-Based Anatomy. 23 marca 2012 roku nakładem wytwórni Season of Mist ukazała się kompilacja The Portal Tapes. Na płycie zostały zawarte utwory wydane w 1995 roku pod nazwą Portal.

### Od 2015
Sean Reinert opuścił zespół w 2015 roku. 3 października 2015 roku pozostali członkowie zespołu wystąpili na festiwalu Euroblast. W roli perkusisty koncertowego wystąpił Matt Lynch. Koncert ten miał być ostatnim występem Cynic, który oficjalnie nie istniał aż do 15 stycznia 2018 roku, gdy nagle pojawiła się na oficjalnej stronie informacja prasowa o nowym singlu „Humanoid”. Matt Lynch został oficjalnym członkiem zespołu.

## Muzycy

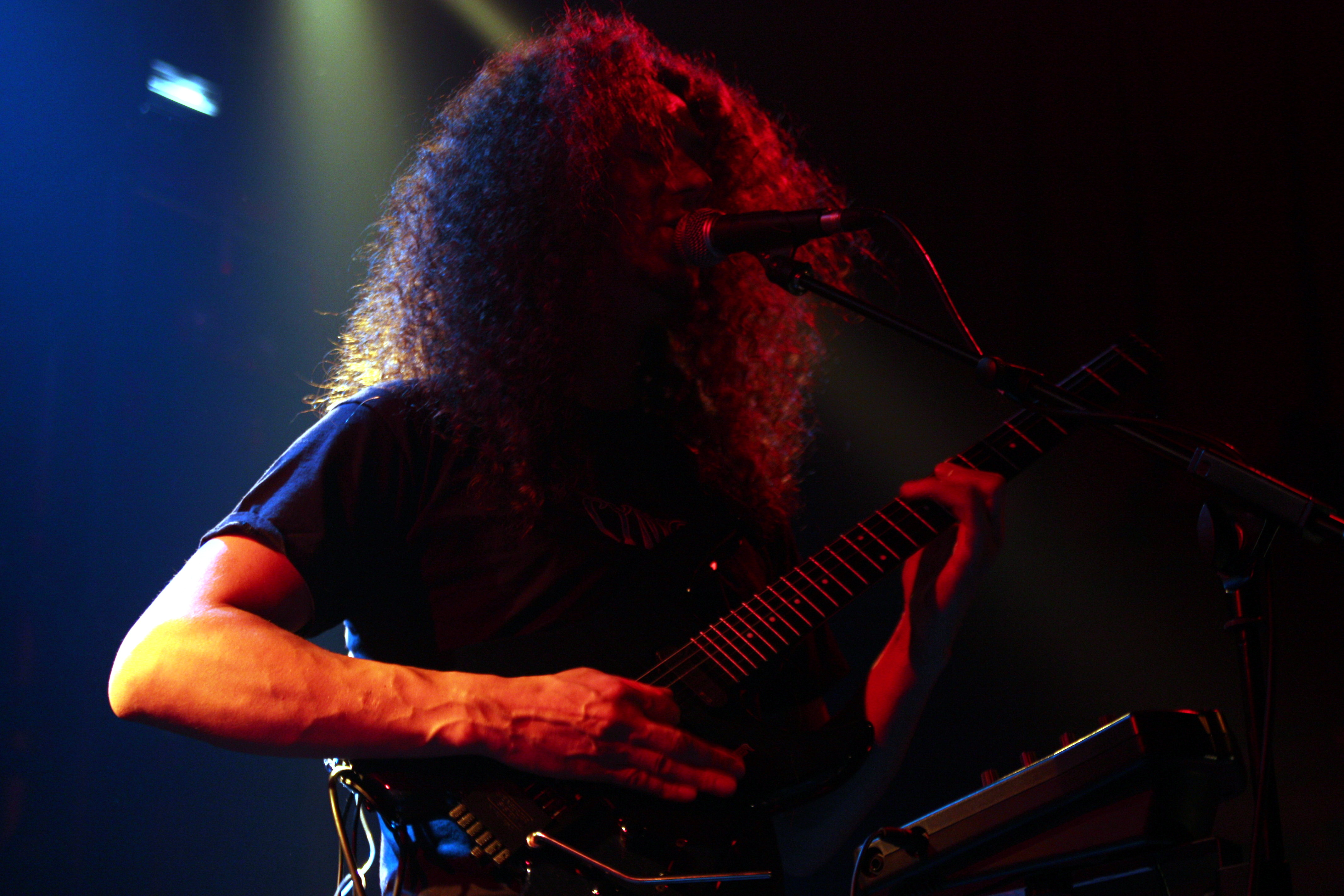
Tymon Kruidenier podczas koncertu 2 grudnia 2008 roku

| Skład zespołu - Paul Masvidal – gitara elektryczna, syntezator gitarowy, śpiew (1987-1994, 2006-2015) - Matt Lynch – perkusja (2018) Muzycy koncertowi - Brandon Giffin – gitara basowa (2011-2015) - Max Phelps – gitara elektryczna, śpiew (2011-2015) - David Senescu – gitara elektryczna (2006-2007) - Steve Woodcock – gitara basowa (2008) - Dana Cosley – śpiew, instrumenty klawiszowe (1994) |  | Byli członkowie zespołu - Sean Reinert – perkusja, instrumenty klawiszowe (1987-1994, 2006-2015, 2018) - Sean Malone – gitara basowa, chapman stick (1993-1994, 2008, 2011, 2012-2013, 2018-2020, zm. 2020) - Chris Kringel – gitara basowa (1993, 2006-2007) - Jason Gobel – gitara elektryczna, syntezator gitarowy (1988-1994) - Jack Kelly – śpiew (1987-1988) - Mark Van Erp – gitara basowa (1987-1989) - Tony Choy – gitara basowa (1989-1993) - Tony Teegarden – śpiew, instrumenty klawiszowe (1993-1994, 2006-2007) - Dana Cosley – śpiew, instrumenty klawiszowe (1994) - Tymon Kruidenier – śpiew, gitara elektryczna (2008-2010) - Robin Zielhorst – gitara basowa (2008-2010) |

## Dyskografia

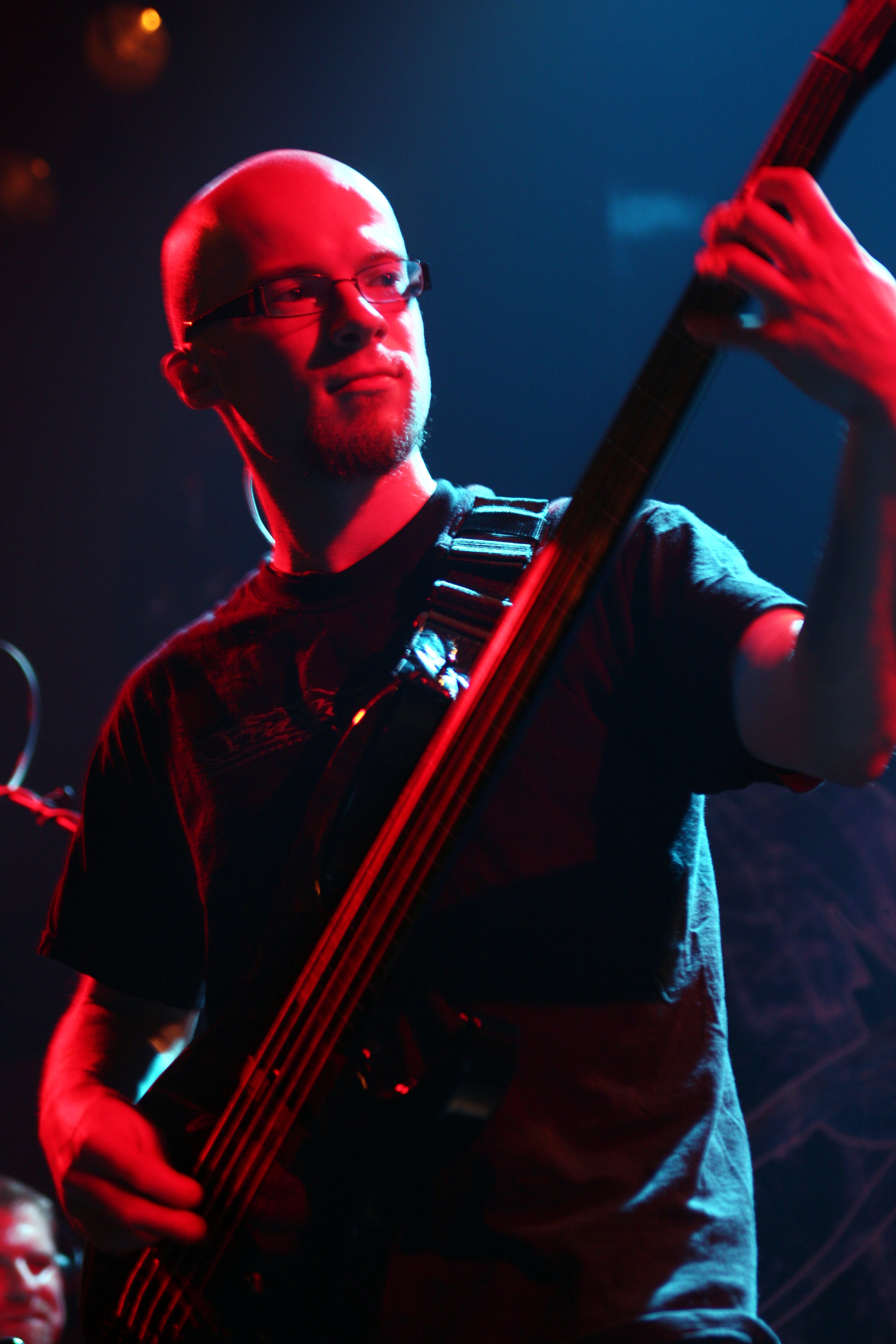
Robin Zielhorst podczas koncertu 2 grudnia 2008 roku

Opracowano na podstawie materiału źródłowego.
| Albumy studyjne - Focus (1993, Roadrunner Records) - Traced in Air (2008, Season of Mist) - Kindly Bent To Free Us (2014, Season of Mist) Minialbumy - Re-Traced (2010, Season of Mist) - Carbon-Based Anatomy (2011, Season of Mist) Kompilacje - The Portal Tapes (2012, Season of Mist) - Uroboric Forms – The Complete Demo Recordings (2017, Century Media Records) |  | Dema - 88 Demo (1988, wydanie własne) - Reflections of a Dying World (1989, wydanie własne) - 90 Demo (1990, Epidemic Records) - 91 Demo (1991, Roadrunner Records) - Promo 08 (2008, Season of Mist) |

## Teledyski
- „Wheels within Wheels” (2011, reżyseria: Jeremy Light)[21]